# Archilema cinderella
Archilema cinderella är en fjärilsart som beskrevs av Sergius G. Kiriakoff 1958. Archilema cinderella ingår i släktet Archilema och familjen björnspinnare. Inga underarter finns listade i Catalogue of Life.